# Transocean
Transocean Ltd. est une entreprise genevoise active dans le domaine de l'exploitation pétrolière offshore. La société loue des plateformes pétrolières, équipées, avec le personnel nécessaire à leur exploitation, aux compagnies pétrolières. On trouve parmi ses clients BP, qui louait la plateforme Deepwater Horizon, à l'origine d'une marée noire en 2010.

## Histoire
La société a été fondée en 1953.
En avril 2010, l'explosion de Deepwater Horizon, propriété de Transocean, provoque l'une des plus grandes marées noires de l'histoire. En janvier 2013, Transocean accepte de verser 1,4 milliard USD au gouvernement fédéral américain en guise de dédommagement pour la marée noire consécutive à l'explosion de la plateforme.
En octobre 2013, l'action Transocean fait son entrée dans l'indice S&P 500 de la Bourse de New York, ce qui la place dans les 500 plus grandes sociétés américaines.
En août 2017, Transocean annonce l'acquisition de Songa Offshore, une entreprise norvégienne similaire, pour 1,1 milliard de dollars.
En septembre 2018, Transocean annonce l'acquisition d'Ocean Rig pour 2,7 milliards de dollars.